# Ateles paniscus
Ateles paniscus là một loài động vật có vú trong họ Atelidae, bộ Linh trưởng. Loài này được Linnaeus mô tả năm 1758.

## Hình ảnh

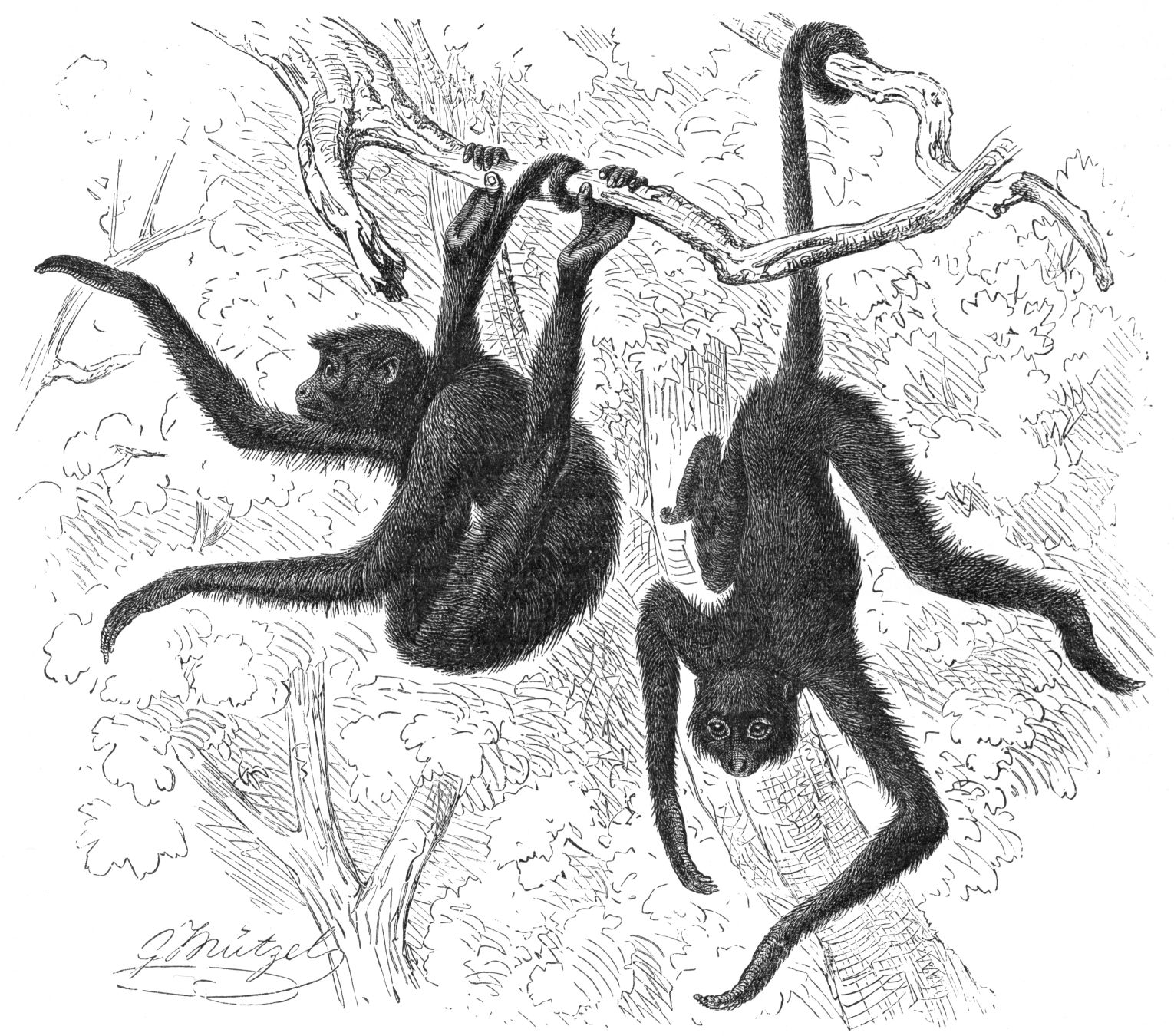
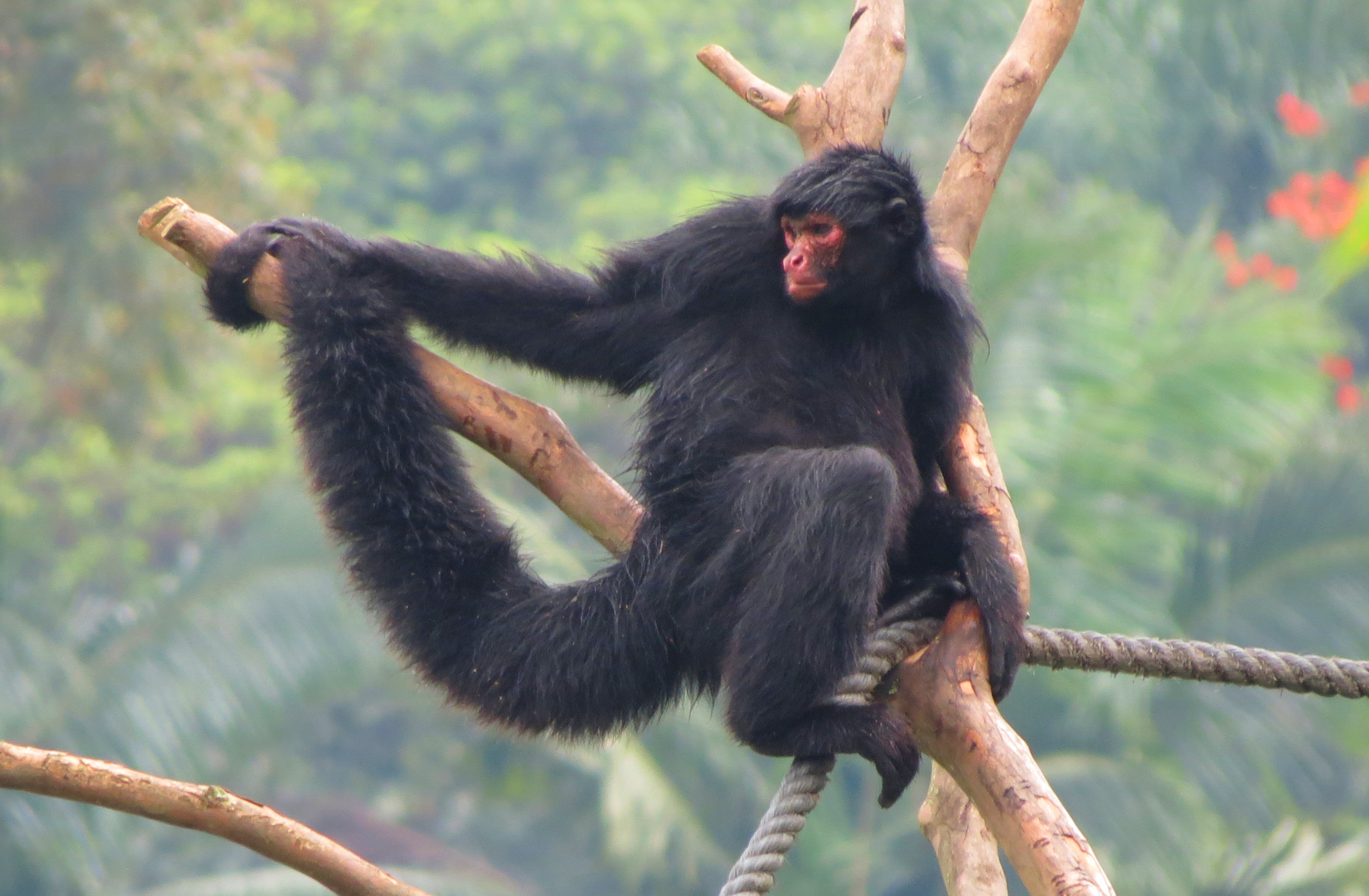
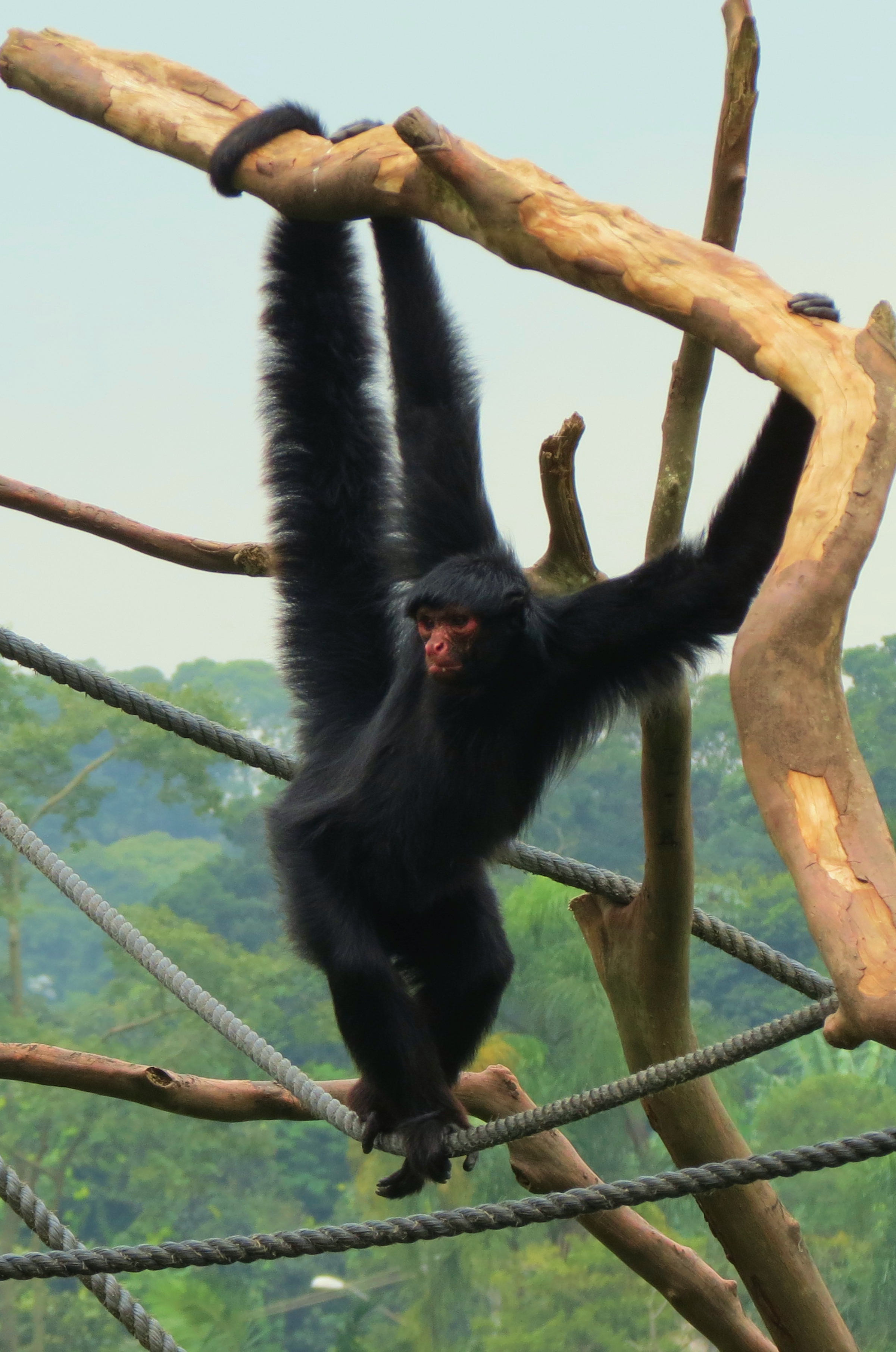
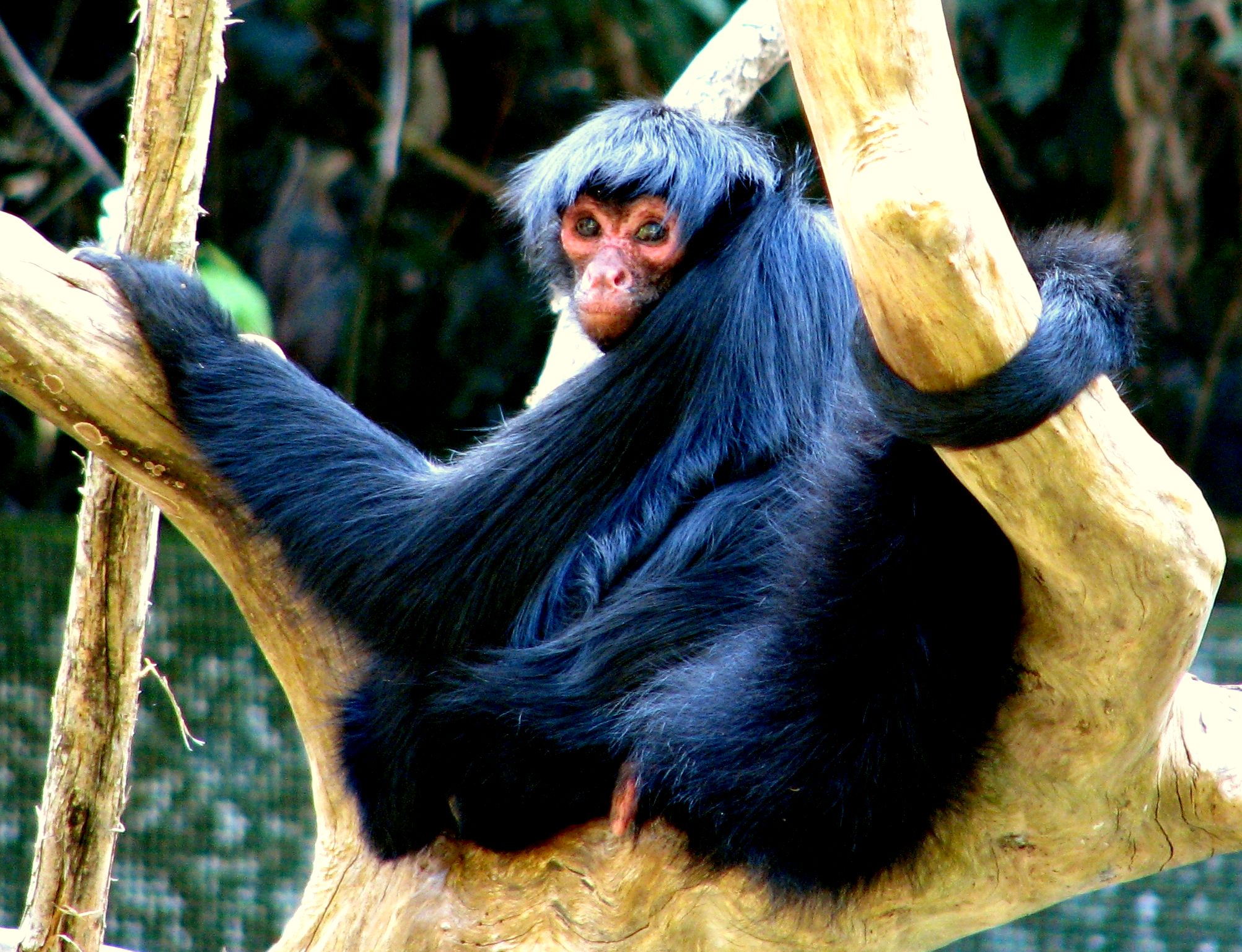